# ジョヴァンニ・トッツェッティ

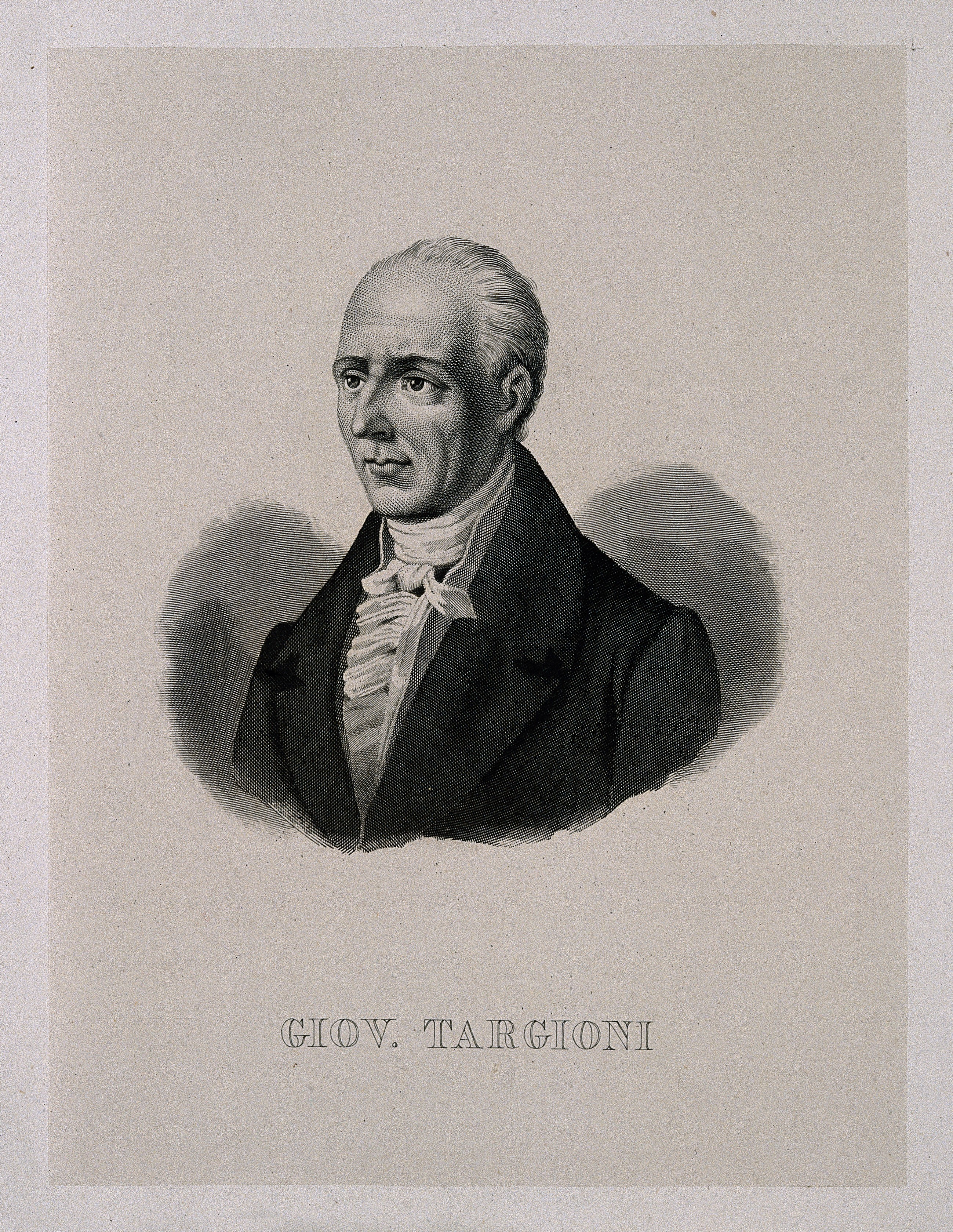
ジョヴァンニ・トッツェッティ

ジョヴァンニ・トッツェッティ（Giovanni Targioni Tozzetti、1712年9月11日 - 1783年1月7日は、イタリアの博物学者である。
フィレンツェに生まれた。ピサ大学で医学を学び、1734年に卒業した。有名な植物学者、ピエール・アントニオ・ミケーリの元で植物学を学び、後にミケリの後を継いで、フレンツェ植物園の園長となり、植物学の教授となった。
植物病理学の分野で業績をあげ、1739年にフレンツェの中央国立図書館（Biblioteca Nazionale Centrale di Firenze）の館長になり長くその職にあった。その間に植物学以外の歴史学にも興味を持った。トスカーナ地方の歴史や遺跡に関する著書、"Viaggi fatti in diverse parti della Toscana per osservare le produzioni naturali e gli antichi monumenti" を著した。
1763年に『王立ギャラリーの自然物目録』（"Catalogo delle Produzioni Naturali presenti nella Real Galleria"）を出版し、博物館の創設を提言し、R. Museo di Fisica e Storia Naturaleは1775年に設立された。 鉱物学のコレクションを作り上げたことでも知られる。
息子の Ottaviano Targioni Tozzetti (1755-1829)と Antonio Targioni Tozzetti (1785-1856)は植物学者になり、アドルフォ・タルギオーニ・トッツェッティ(Adolfo Targioni Tozzetti,1823-1902)は昆虫学者となった。